# 阿曼达秀
《阿曼达秀》（英語：The Amanda Show）是丹·施耐德开创的美国真人喜剧小品兼综艺节目，在尼克儿童频道自1999年10月16日至2002年9月21日播出。该剧以阿曼达·拜恩斯、德瑞克·贝尔和南茜·苏利文主演，以约翰·卡西尔、拉寇儿·李和乔西·佩克副演。本节目是拜恩斯共同主演了好几年的欢笑时刻的外传。本节目于2002年9月21日结束。本节目的编剧包括施耐德、约翰·霍贝尔格、史蒂文·莫拉罗和安德鲁·希尔·纽曼。
2004年，阿曼达秀结束之后，丹·施耐德开创了新系列，名为麻吉向前冲，以德瑞克·贝尔、乔西·佩克和南茜·苏利文为主演。

## 制式
阿曼达秀是设定在一个播送人气电视喜剧的虚构宇宙（剧中剧）的电视喜剧小品节目。循环小品包括《法官翠迪》，法庭真人秀法官朱迪的恶搞；《炒鸡大负翁》，ABC 游戏节目超级大富翁的恶搞；以及《败事达》，现已结业的视频出租商店百视达的恶搞。

## 集数
阿曼达秀集数清单

## 选派演员
- 阿曼达·拜恩斯 – 她自己、潘妮洛普·会阴特、法官翠迪、假小子布利尼、安柏、朵琳、辛西雅·沃辛顿、穆迪、疯狂寇特尼、坎迪·郁金香、笨蛋凯蒂、卢拉·梅、极限辛迪、沙伦、美乐蒂、火车头妈妈、芭布斯·角力伯格、人性场所拥有者
- 南茜·苏利文 – 她自己、笨蛋阿姨、天然呆马西、翻船阿姨, 洛斯滕森阿姨、极限阿姨、伯克尔女士、多人
- 德瑞克·贝尔 – 他自己、笨蛋卡特、完全地凯尔、比斯科蒂·布洛基、杰洛米·皮弗斯、恩尼斯、睡衣东尼、陶比、萨德、杰森·费马、加尔文·斯塔布斯、多人
- 拉寇儿·李（第一季） – 她自己、希拉（第一季《女生房间》部分）、多人
- 约翰·卡西尔（第一季） – 他自己、笨蛋卡尔、洛斯滕森先生、诺奇·布洛基、朵琳的爸爸、阿Q先生、索恩校长、多人（第一季）
- 乔西·佩克（第二–三季） – 他自己、跳舞的龙虾 2、保利、杰拉德·飞利普、高迪·默勒、多人

### 次要选派演员
- 布莱恩·阿何恩 – 多人
- E·E·贝尔 – 保安人员巴尼、三角块（第二十五集）
- 史蒂芬妮·布莱丝 – 多人
- 葛瑞格·伯格 – 播音员
- 丹尼·博纳杜斯 – 顾客 (《败事达》部分）、麦可奥利维（《法官翠迪》部分）
- 马修·博杜奇斯 – 腹板（《穆迪的观点》部分）
- 艾希莉·艾德尼尔 – 蕾贝卡·菲奥迈、多人
- 凯瑞·艾德尔 – 穆迪的爸爸（《穆迪的观点》部分）
- 泰勒·爱默生 – 普雷斯顿·会阴特
- 塔兰·基拉姆 – 斯波尔丁（《穆迪的观点》部分）
- 史蒂文·安东尼·劳伦斯  – 多人
- 玛琳·麦考米克 – 穆迪的妈妈（《穆迪的观点》部分）
- 拉拉·吉尔·米勒 – 凯西
- 珍娜·莫里森 – 黛比（《女生房间》部分，《搁浅》和《炒鸡大负翁》的特邀嘉宾），LunchBay.com 代言人，朱莉（《糖心蔬菜》商业广告）
- 安德鲁·希尔·纽曼 – 阿Q先生（第二季）、多人
- 莫莉·奥尔 – 蒙蒙细雨（《穆迪的观点》部分）、女生（《小疯帽男人》商业广告）、女生（《疏远的大人》商业广告）
- 罗伦·佩蒂 – 布里（《穆迪的观点》部分）、保姆（《败事达》部分）
- 里根·戈麦斯-普莱斯顿 – 希拉（《女生房间》部分，第二–三季）
- 丹·萨科夫 – 朵琳的爸爸（第二–三季）、极限先生
- 丹·施耐德 – 老头子先生、播音员、附加的声音（《定格动画阿曼达》部分）
- 杰米·斯诺 – 塔米（《女生房间》部分）、顾客（《挖掘者多珀》部分），埃米·琢美/渣男玛吉（《法官翠迪》部分）
- 莱德利·沃特金斯 – 多人
- 加里·安东尼·威廉斯 – 法警（《法官翠迪》部分）

## 供稿
尼克儿童频道进行了阿曼达秀的重新运行直到 2007 年但起初秋天整个 10 月开始在脑筋（现尼克青少) 播出，2008 年 3 月从该频道移除，但是之后在 2009 年 4 月 4 日回归原本的电视评级是 TV-Y7，但是变成了 TV-G，就像所有在前尼克青少播出的其他节目在尼克儿童频道封锁。于 2009 年 8 月 3 日，阿曼达秀被下台。
于 2011 年 7 月 11 日英国尼克卡通频道开始播出该系列；它工作日下午 9:00 播出。一些集数从电视节目丢失包括第一季的三个集数（第三、八、十一和十二集）、三个第二季集数（第三、七和十四集）和第三季的四个集数（第一、二、六和十集）。这些集数不播出的原因未知。
尼克儿童频道加拿大于 2011 年 9 月 5 日开始播出该系列除了第一季第八和十二集（特邀音乐来宾）、第三季第十一集。该系列于 2012 年 从节目表移除。
阿曼达秀的重新运行于 2011 年 10 月 11 日开始在尼克青少播出。尽管它原本宣布为尼克青少的 1990 年代区块'90 年代欢笑时刻的一部分，该系列没有播出而白天时的独立系列。该节目于 2012 年 4 月落幕紧接着拜恩斯为酒驾的拘留。
该节目稍后于 2012 年 9 月 17 日回归，以两小时区块播出，直到 2013 年 3 月 17 日再次移除。该系列稍后于 2016 年 6 月 10 日于油彩（稍后尼克油彩，现今名为尼克回放）在 2020 年 3 月 23 日再次回归之前，作为 SNICK 25 周年马拉松的一部分。

## 家庭媒体
| 标题                                                                                            | 发行                                              |
| ----------------------------------------------------------------------------------------------- | ------------------------------------------------- |
| 拜托，阿曼达！                                                                                  | 2004 年 10 月 5 日                                |
| 包括第二百一十四集和第二百一十七集。DVD 专有第二百二十二集和第二百二十六集。                    |                                                   |
| 女生房间                                                                                        | 2004 年 10 月 5 日                                |
| 包括第二百一十六集和第二百一十九集。DVD 专有第二百二十四集和第二百二十八集。                    |                                                   |
| 完全地阿曼达                                                                                    | 2005 年 2 月 22 日                                |
| 包括第二百一十五集和第二百二十集。DVD 专有第二百二十三集和第二百二十五集。                      |                                                   |
| 卷一精选                                                                                        | 2008 年 7 月 29 日                                |
| 仅 iTunes；包括第二集、第三集、第十集、第十一集和第十三集。                                     |                                                   |
| 卷二精选                                                                                        | 2009 年 6 月 22 日                                |
| 仅 iTunes；包括第二百一十集、第二百一十六集、第二百一十七集、第二百一十九集和第二百二十集。     |                                                   |
| 卷三精选                                                                                        | 2011 年 5 月 16 日                                |
| 仅 iTunes；包括第二百二十二集、第二百二十三集、第二百二十四集、第二百二十五集和第二百二十六集。 |                                                   |
| 卷四精选                                                                                        | 2013 年 1 月 8 日                                 |
| 仅 iTunes；包括第二百二十七集、第二百二十八集、第二百二十九集、第二百三十集和第二百三十一集。   |                                                   |
| 第一季精选                                                                                      | 2012 年 3 月 13 日                                |
| 包括集数二–四、六、七、九–十一和十三——集数一、五、八和十二不包括。于 DVD-R 按需生产（MOD）。    |                                                   |
| 第二季                                                                                          | 2012 年 3 月 13 日 2020 年 9 月 15 日（重新发行） |
| 包括集数十四–三十（完整的第二季）。于 DVD-R 按需生产（MOD）。                                   |                                                   |
| 第三季                                                                                          | 2012 年 3 月 13 日                                |
| 包括集数三十一–四十（完整的第三季）。于 DVD-R 按需生产（MOD）。                                 |                                                   |
| 阿曼达秀精选                                                                                    | 2012 年 3 月 13 日                                |
| 包括六个精选集数。于 DVD-R 按需生产（MOD）。                                                    |                                                   |

## 外部连结
- 官方网站于 2006 年 6 月 14 日存档自原始网站 （页面存档备份，存于）
- 互联网电影数据库（IMDb）上《阿曼达秀》的资料（英文）